# Lost Whispers
Lost Whispers è una raccolta della rock band americana Evanescence. L'album fu pubblicato il 3 febbraio 2017 dalla The Bicycle Music Company  come contenuto esclusivo del cofanetto di vinili The Ultimate Collection. In seguito venne pubblicato digitalmente come elemento discografico autonomo. In esso sono contenute tutte le b-side dei precedenti album della band (Fallen, The Open Door e Evanescence) più due inediti: una nuova versione di Even in Death (originariamente pubblicata nel demo album del 2000, Origin) e la traccia Lost Whispers (l'introduzione usata nei concerti del 2009).

## Concepimento e registrazioni
L'album venne pubblicato il 3 febbraio 2017 come contenuto esclusivo del cofanetto di vinili The Ultimate Collection. Questo cofanetto conteneva i vinili di tutti gli album pubblicati dagli Evanescence fino al 2016, compreso Origin (prima sua apparizione ufficiale), più un book di 52 pagine con immagini inedite. Questo è quello che Amy Lee, cantante del gruppo, disse al riguardo:
Mi fa stare bene il poter riascoltare tutta la nostra opera e pensare "Wow, che figata. Ho realizzato qualcosa nella mia vita". E ci sono cose, specialmente tra quelle più vecchie, che non rifarei mai ora. Tipo oh, mio dio, quando stavamo cercando di creare qualcosa che suonasse come alcune cose pazze orchestrali in stile Metallica, non saprei.
Ma ci sono stati momenti in cui mi sono messa a piangere; devo essere onesta. In questo periodo sto riascoltando quella roba e mi sta commuovendo. Ma come fan, lo amo.»
L'album Lost Whisper si configura come una raccolta di tutte le b-side e le bonus track composte dalla band più due inediti: Lost Whispers e Even in Death. La title track Lost Whispers era già stata eseguita dal vivo ma era in attesa di essere registrata. Inizialmente intesa per fare da introduzione al terzo album degli Evanescence, venne poi accantonata dopo che il progetto elettronico venne bocciato dalla casa discografica di allora. Lo stesso progetto, mai pubblicato, a cui Amy si è riferita in seguito con rammarico chiamandolo "Broken Record" (letteralmente disco rotto, disco infranto).
L'altra traccia inedita, Even In Death, era già stata pubblicata nel primo album della band, Origin. Tuttavia, considerata dalla cantante alla stregua di una demo per la grossolanità della sua fattura, la traccia venne nuovamente registrata:

## Pubblicazione e promozione
L'album venne pubblicato il 3 febbraio 2017 come contenuto esclusivo del cofanetto di vinili The Ultimate Collection ed in seguito anche digitalmente come album autonomo. La pubblicazione di questo cofanetto è stata travagliata. Nonostante venne annunciata inizialmente per l'autunno del 2016, la pubblicazione fu più volte posticipata. Per scusarsi del disagio Amy si offrì di firmare un poster (riprendente il tema grafico della collection) che sarebbe poi stato inviato a casa di chi aveva già preordinato il prodotto. La data di pubblicazione fu infine definitivamente spostata al 3 febbraio 2017, sul negozio online ufficiale della band, e al 17 febbraio su tutte le altre piattaforme. Lo stesso giorno Lost Whispers fu reso disponibile in formato digitale come elemento discografico autonomo.
La promozione, di dimensioni modeste, si mosse principalmente nei canali ufficiali della band. Fu Amy stessa ad ammettere che The Ultimate Collection fosse indirizzato ai fan più accaniti ("HARDCORE FANS ONLY"). Le due tracce inedite di Lost Whispers, la title track e la nuova versione di Even in Death, furono pubblicate sul canale ufficiale di Youtube della band. In quel periodo, durante il tour invernale in Nord America, venne eseguita dal vivo la nuova versione di Even in Death al piano.
Durante il Record Store Day del 2018, evento che ha lo scopo di celebrare i negozi indipendenti di dischi, venne pubblicato dalla Craft Recordings per la prima volta il vinile di Lost Whispers come elemento discografico autonomo. La pubblicazione in questione si caratterizza per il colore blu e traslucido del vinile e per il numero limitato di copie prodotte (2500 pezzi in tutto).

## Tracce
1. Lost Whispers (intro) – 0:59 (Amy Lee)
2. Even in Death (2016 version) – 4:22 (David Hodges, Amy Lee, Ben Moody)
3. Missing (from Anywhere but Home) – 4:16 (Amy Lee, Ben Moody, David Hodges)
4. Farther Away (from Fallen) – 4:59 (Amy Lee, Ben Moody, David Hodges)
5. Breathe No More (from Fallen) – 3:49 (Amy Lee)
6. If You Don't Mind (from The Open Door) – 2:57 (Terry Balsamo, Will Boyd, Amy Lee)
7. Together Again (from The Open Door) – 3:19 (Amy Lee)
8. The Last Song I'm Wasting on You (from The Open Door) – 4:07 (Amy Lee)
9. A New Way to Bleed (from Evanescence) – 3:46 (Amy Lee, Terry Balsamo)
10. Say You Will (from Evanescence) – 3:41 (Tim McCord, Amy Lee, Terry Balsamo)
11. Disappear (from Evanescence) – 3:06 (Tim McCord, Amy Lee, Terry Balsamo, Troy McLawhorn)
12. Secret Door (from Evanescence) – 3:54 (Amy Lee, William B. Hunt)

Durata totale: 43:15

## Formazione
Crediti tratti dal libretto dell'album.
- Amy Lee – compositrice, performer, produzione, missaggio, ingegneria
- Ben Moody – compositore, performer
- David Hodges – compositore, performer
- Will Boyd – compositore, performer
- Terry Balsamo – compositore, performer
- Tim McCord – compositore, performer
- Will Hunt – compositore, performer

- Troy McLawhorn – compositore, performer
- Will B. Hunt – compositore
- Ryan Dorn – mastering
- Dave Eggar – performer (A2)
- Derick Lee – ingegneria
- Dave Fortman – produttore (A3-B2)
- Nick Raskulinecz – produttore (B3-B6)

## Date di pubblicazione
| Paese | Data             | Formato                                            | Etichetta                 | Ref.                 |
| ----- | ---------------- | -------------------------------------------------- | ------------------------- | -------------------- |
| Mondo | 3 febbraio 2017  | Vinile (come contenuto di The Ultimate Collection) | The Bicycle Music Company | [ 18 ] [ 19 ]        |
| Mondo | 17 febbraio 2017 | Download digitale                                  | The Bicycle Music Company | [ 20 ] [ 21 ]        |
| Mondo | 21 aprile 2018   | Vinile (come elemento discografico autonomo)       | Craft Recordings          | [ 15 ] [ 16 ] [ 22 ] |